# Issouf ag Maha
Issouf ag Maha (Agadez, 27 de febrero de 1962) es un escritor targuí nigerino.
En sus obras, habla de la tragedia de su pueblo en la región de Arlit y critica la explotación de uranio, así como el inusual fenómeno del cartón de Kolléram. Sirvió en el ejército nigerino a mediados y principios de la década de 1980, con el fin de ahorrar dinero para publicar sus propios libros y mantener a su familia y a su esposa.

## Obras
- Touaregs du XXIe siècle (Grandvaux, 2006)
- Touareg. Le destin confisqué (Tchinaghen Editions, Paryż 2008)